# Irene Greif

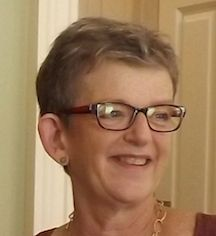
Irene Greif, 2015

Irene Greif (* 1948) ist eine US-amerikanische Informatikerin und Hochschullehrerin. Sie war die erste Frau, die am Massachusetts Institute of Technology (MIT) in Informatik promovierte.

## Leben und Werk
Greifs besuchte bis 1965 die Hunter College High School in New York City und studierte dann Computer Science am MIT, wo sie ihren Bachelor-Abschluss erhielt. 1975 promovierte sie dort bei Carl Hewitt in Informatik mit der Dissertation: Semantics of Communicating Parallel Processes.
Sie war Professorin für Informatik an der University of Washington, bevor sie von 1977 bis 1987 als Professorin für Elektrotechnik und Informatik an das MIT zurückkehrte. 1984 prägten Greif und Paul Cashman bei einem interdisziplinären Workshop in Cambridge, Massachusetts, den Begriff Computer Supported Cooperative Work (CSCW). 1987 begann sie bei der Lotus Development Corporation in Cambridge (Massachusetts) zu arbeiten, wo sie die Produktdesigngruppe leitete und 1992 die Lotus Research Group gründete. 1995 nach der Übernahme von Lotus von IBM wurde sie IBM Fellow und war Director of Collaborative User Experience im Thomas J. Watson Research Center des Unternehmens. Sie ging 2013 bei IBM in den Ruhestand.
Sie ist mit dem Hitachi America Professor of Computer Science am MIT, Albert R. Meyer, verheiratet, mit dem sie zwei Kinder hat.

## Mitgliedschaften
- Fellow der American Academy of Arts and Sciences (AAAS, 2012)[1]
- Fellow der Association for Computing Machinery (ACM)
- National Academy of Engineering

## Auszeichnungen (Auswahl)
- 2000: Aufnahme in die Women in Technology International Hall of Fame
- 2008: Women Entrepreneurs in Science and Technology Leadership Award
- 2010: Wahl in die National Academy of Engineering
- 2012: ABIE Award for Technical Leadership des Anita Borg Institute[3]

## Veröffentlichungen (Auswahl)
- 1975: Semantics of communicating parallel processes
- 1980: Programs for distributed computing: the calendar application
- 1982: Cooperative office work, teleconferencing and calendar management: a collection of papers
- 1983: Software for the 'roles' people play
- 1988: Computer-supported cooperative work: a book of readings